# Robert Mnuchin
Robert E. Mnuchin, (nacido en 1933) es un ex banquero y comerciante de arte estadounidense fundador de la Galería Mnuchin en 45 East 78th Street, Nueva York. Hijo de Leon A. Mnuchin, creció en Scarsdale, Nueva York. Sus padres eran «coleccionistas modestos de arte». Se graduó de la Universidad Yale en 1955. Después de graduarse, Mnuchin sirvió en el Ejército durante dos años y posteriormente se unió a Goldman Sachs en 1957, permaneciendo allí durante 33 años. Mnuchin fue nombrado Socio general en 1967, encabezó la División de Comercio y Arbitraje en 1976, y se unió al Comité de gestión en 1980. Junto con Gus Levy; su compañero de trabajo en Goldman, desarrolló el negocio de negociación en bloque de Goldman y dirigió la División de acciones de la firma hasta su jubilación en 1990. Mnuchin junto a James Corcoran abrieron la galería, C&M Arts en 1992. El nombre de la galería cambió a L&M Arts en 2005, cuando se asoció con Dominique Lévy; quien dejó la asociación en 2013 para abrir su propia galería.

## Vida personal
La primera esposa de Mnuchin fue Elaine Terner Cooper con quien tuvo dos hijos. Su hijo mayor Alan G. Mnuchin, fue vicepresidente de Goldman Sachs en 1995, cuando se casó con Kimberly E. Kassel. Su segundo hijo, Steven Mnuchin también se convirtió en banquero de Goldman Sachs. En 1999, su esposa Cooper fue vicepresidenta del consejo internacional de directores del Museo Solomon R. Guggenheim y directora de la Fundación Byrd Hoffman. Ella murió el 14 de mayo de 2005.
Mnuchin se casó en segundas nupcias con  Adriana en 1963. Adriana Mnuchin fundó las empresas minoristas Tennis Lady (22 tiendas en los Estados Unidos y Canadá) y Cashmere-Cashmere (4 tiendas en Nueva York y Nueva Jersey). Cofundó la Sociedad Shakespeare (la primera en Estados Unidos) en 1995, y la Roundtable Cultural Seminars en el 2009; una organización de educación continuada para adultos. Robert y Adriana Mnuchin tienen una hija juntos: Valerie Mnuchin. Su hijastra, Lisa Abelow Hedley, fue nominada para un premio Emmy por un documental, y está casada con Tom Hedley.
Mnuchin y su esposa Adriana compraron el Mayflower Inn en 1990; un hotel rural en Washington (Connecticut), al que convirtieron en Hotel, Spa y Restaurante Relais & Chateaux de 30 habitaciones, antes de venderlo en 2007. En 2011, compraron una casa en Upper East Side de 5,850 pies cuadrados en 14 East 95th Street de Solomon Asser por U$ 14.25 millones, utilizando su compañía, Nuke Properties LLC. Inicialmente listado en 2014 a $ 17 millones, se vendió en enero de 2016 a Alastair y Alisa Wood por $ 13 millones reportados.